# Rovac podzemni
Rovac podzemni (Gryllotalpa gryllotalpa), vrsta velikog kukca ravnokrilca iz porodice rovaca ili Gryllotalpidae.

## Opis
Rovac podzemni smeđe je boje, naraste od četiri do pet centimetara. Tijelo mu je vretenasto a prednje noge lopataste prilagođene kopanju.

## Štete i koristi
Podzemni rovci su štetnici koji kopaju hodnike ispod površine obradivih tla i napadaju zasijano bilje, kukuruz, krumpir, šećernu repu, mrkvu, suncokret i ostale kulture. Osim što se hrane mladim korijenjem biljaka, na jelovniku su im i gujavice ali i ličinke raznih kukaca.

## Razmnožavanje
Ženke nesu jaja u gnijezdima ispod rahlog tla tijekom lipnja i srpnja, a kako bi sunce bolje ugrijalo gnijezdo, izgrizu korijenje iznad njega da se trava iznad njega osuši.
- File:Gryllotalpa gryllotalpa na pjeskovitom tlu
- G. gryllotalpa
- G. gryllotalpa
- G. gryllotalpa
- G. gryllotalpa, glasanje